# Lait de Beauté
Lait de Beauté  eller LdB är ett svenskt varumärke för hudvårds- och hygienartiklar som ingår i Orkla Care. LdB lanserades 1945 och har tillverkning i Falun.

## Historia
Lait de Beauté är franska för "skönhetsmjölk". De första produkterna skapades av den svenske frisören och entreprenören Knut Wulff efter recept från Paris. Tillverkningen skedde då i en köksmaskin i en källare. År 1955 utnämndes LdB till kunglig hovleverantör av prinsessan Sibylla, som fick sin kräm i en kristallburk.
Varumärket ägdes av bolaget Hartford men såldes 2010 till företaget Cederroth, som då ägdes av det nordiska riskkapitalbolaget Capman. Därefter köpte Orkla Cederroth av Capman 2015.